# Sonia (Sängerin)

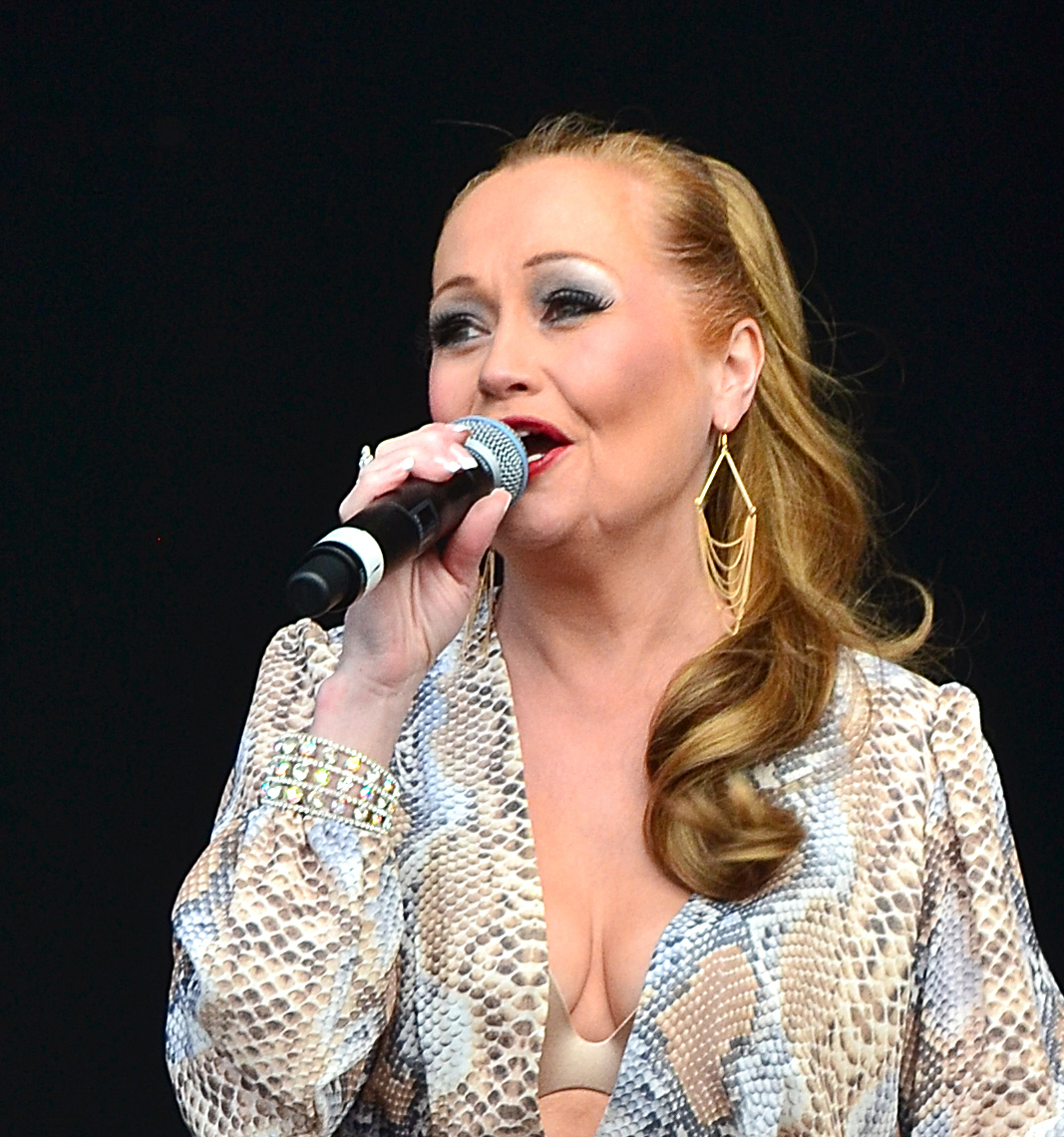
Sonia beim Lets Rock Bristol Festival 2014

Sonia (eigentlich Sonia Evans, * 13. Februar 1971 in Liverpool) ist eine englische Popsängerin, die beim Eurovision Song Contest 1993 teilnahm. Von Sonias ersten elf Singles erreichten neun die Top 20 und zwei die Top 30 in Großbritannien. Darunter der Nummer-eins-Hit You’ll Never Stop Me Loving You.

## Karriere
Sonia begann ihre Gesangskarriere in einer Liverpooler Band. 1989 überraschte sie Pete Waterman, ein Drittel des Produzententeams Stock Aitken Waterman, in seiner Live-Radio-Show. Er nahm sie unter Vertrag und bereits ihre erste Single You’ll Never Stop Me Loving You wurde im Juni 1989 mit 350.000 verkauften Einheiten ein Nummer-eins-Hit.
Es folgten die Singles Can’t Forget You, Listen to Your Heart, Counting Every Minute und End of the World. Im Duett mit der Boyband Big Fun erschien noch die Charity-Single You’ve Got a Friend. Außerdem wirkte Sonia 1989 am Projekt Band Aid II mit. Das Mitte 1990 erschienene Album Everybody Knows erreichte mit 500.000 verkauften Einheiten Platz acht der britischen Charts und wurde mit Gold ausgezeichnet.
1991 trennte sich Sonia von Stock Aitken Waterman und wechselte von PWL zu IQ Records. Sie schrieb nun einige ihrer Lieder selbst und hatte auch über ihr Image die volle Kontrolle. Von ihrem zweiten Album Sonia wurden drei Singles ausgekoppelt. Only Fools (Never Fall in Love) wurde ihr dritter Top-10-Hit im Vereinigten Königreich und platzierte sich auch in den deutschen Singlecharts. Es folgten Be Young, Be Foolish, Be Happy und You to Me Are Everything, die Top-20-Positionen in den UK-Charts erreichten.
Anfang 1993 wurde sie von der BBC intern ausgewählt Großbritannien beim Eurovision Song Contest 1993 zu vertreten. Beim Vorentscheid durfte sie acht Titel vortragen, aus denen per Televoting das Siegerlied Better the Devil You Know ermittelt wurde. Die vier erstplatzierten Titel wurden später auf dem ebenfalls Better the Devil You Know betitelten dritten Album der Sängerin veröffentlicht, das bei Arista Records erschien. Mit dem Lied Better the Devil You Know belegte Sonia beim Finale des Eurovision Song Contests den zweiten Platz und erreichte Platz 15 der britischen Single-Charts. Das Album, das neben der Single Boogie Nights auch den Titel Set Me on Fire enthält, der von Lisa Stansfield für Sonia geschrieben wurde, hatte dennoch nicht den gewünschten Erfolg, weshalb Arista den Vertrag löste.
Nachdem Sonia die Rolle der Sandy im Musical Grease übernommen hatte, erschien 1994 die Single Hopelessly Devoted to You, deren Original 1978 von Olivia Newton-John gesungen wurde. Darauf befand sich außerdem The Anthem Medley, ein Potpourri aus I Am What I Am, You Make Me Feel Mighty Real und Don’t Leave Me this Way.
Im November 1995 wurde mit der Single Wake Up Everybody erneut eine Coverversion veröffentlicht. Sonia hatte zu diesem Zeitpunkt das Album Love Train: The Philly Album aufgenommen, das weitere Coverversionen berühmter Philly-Soul-Klassiker enthielt, jedoch nie offiziell veröffentlicht wurde. Es wurden lediglich Promo-CDs gepresst. Des Weiteren spielte sie in dem Musical What a Feeling!. Danach wurde es ruhiger um Sonia. 
2003 richtete sich erneut die Aufmerksamkeit eines breiten Publikums auf Sonia, als sie als Kandidatin an der Reality-TV-Sendung Reborn in the USA teilnahm, aber bereits nach der fünften Woche abgewählt wurde. Im Zuge dieses Auftritts wurde ein Greatest-Hits-Album angekündigt, das erst 2007 veröffentlicht wurde. 2009 erschien ihre Single Fool for Love, die sich nicht in den Charts platzieren konnte.
2012 trat Sonia beim Stock Aitken Waterman Reunion-Konzert Hit Factory Live im Londoner The O2 unter anderem an der Seite von Kylie Minogue oder Jason Donovan auf.
Im Jahr 2018 veröffentlichte sie, nachdem sie in der Channel 5-Serie Celebrity 5 Go Caravanning aufgetreten war, ihre Single Dancing in the Driver's Seat, der weitere folgten.
2019 unterschrieb Sonia einen neuen Plattenvertrag bei Energise Records.

## Diskografie

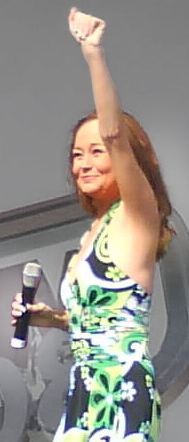
Sonia beim Birmingham Pride 2008

### Alben
| Jahr | Titel                     | Höchstplatzierung, Gesamtwochen, AuszeichnungChartplatzierungen (Jahr, Titel, Platzierungen, Wochen, Auszeichnungen, Anmerkungen) | Höchstplatzierung, Gesamtwochen, AuszeichnungChartplatzierungen (Jahr, Titel, Platzierungen, Wochen, Auszeichnungen, Anmerkungen) | Höchstplatzierung, Gesamtwochen, AuszeichnungChartplatzierungen (Jahr, Titel, Platzierungen, Wochen, Auszeichnungen, Anmerkungen) | Anmerkungen                                                                 |
| Jahr | Titel                     | DE | CH | UK | Anmerkungen                                                                 |
| ---- | ------------------------- | --- | --- | --- | --------------------------------------------------------------------------- |
| 1990 | Everybody Knows           | — | — | UK7 Gold · (10 Wo.)UK | Erstveröffentlichung: 23. April 1990 Aufnahme: PWL Studios, London          |
| 1991 | Sonia                     | — | — | UK33 (2 Wo.)UK | Erstveröffentlichung: 7. Oktober 1991 Aufnahme: Skratch Studios in Chertsey |
| 1993 | Better the Devil You Know | — | — | UK32 (2 Wo.)UK | Erstveröffentlichung: 17. Mai 1993 Produzenten: Mark Cyrus, Nigel Wright    |

Weitere Alben
- 1992: Only Fools
- 1997: What a Feeling! (The Original Cast Recording of the Spectacular Movies & Musicals Concert Tour) (mit Luke Goss und Sinitta)
- 1998: Love Train – The Philly Album
- 2007: Greatest Hits (Kompilation)

### Singles
| Jahr | Titel Album                                          | Höchstplatzierung, Gesamtwochen, AuszeichnungChartplatzierungen (Jahr, Titel, Album, Platzierungen, Wochen, Auszeichnungen, Anmerkungen) | Höchstplatzierung, Gesamtwochen, AuszeichnungChartplatzierungen (Jahr, Titel, Album, Platzierungen, Wochen, Auszeichnungen, Anmerkungen) | Höchstplatzierung, Gesamtwochen, AuszeichnungChartplatzierungen (Jahr, Titel, Album, Platzierungen, Wochen, Auszeichnungen, Anmerkungen) | Anmerkungen                                                                                            |
| Jahr | Titel Album                                          | DE | CH | UK | Anmerkungen                                                                                            |
| ---- | ---------------------------------------------------- | --- | --- | --- | --- |
| 1989 | You’ll Never Stop Me Loving You Everybody Knows      | DE20 (12 Wo.)DE | CH21 (5 Wo.)CH | UK1 (13 Wo.)UK | Erstveröffentlichung: 12. Juni 1989 Autor, Produzent: Stock Aitken Waterman                            |
| 1989 | Can’t Forget You Everybody Knows                     | — | — | UK17 (6 Wo.)UK | Erstveröffentlichung: 25. September 1989 Autor, Produzent, Arrangeur: Stock Aitken Waterman            |
| 1989 | Listen to Your Heart Everybody Knows                 | DE72 (6 Wo.)DE | — | UK10 (10 Wo.)UK | Erstveröffentlichung: 27. November 1989 Autor, Produzent, Arrangeur: Stock Aitken Waterman             |
| 1990 | Counting Every Minute Everybody Knows                | — | — | UK16 (7 Wo.)UK | Erstveröffentlichung: 26. März 1990 Autor, Produzent, Arrangeur: Stock Aitken Waterman                 |
| 1990 | You’ve Got a Friend –                                | — | — | UK14 (6 Wo.)UK | Erstveröffentlichung: 11. Juni 1990 mit Big Fun Saxophon: Gary Barnacle                                |
| 1990 | End of the World Everybody Knows                     | — | — | UK18 (7 Wo.)UK | Erstveröffentlichung: 13. August 1990 Autoren: Arthur Kent, Sylvia Dee                                 |
| 1991 | Only Fools (Never Fall in Love) Only Fools           | DE51 (13 Wo.)DE | — | UK10 (8 Wo.)UK | Erstveröffentlichung: 20. Mai 1991 Autoren: Barry Upton, Tony Hiller                                   |
| 1991 | Be Young, Be Foolish, Be Happy Only Fools            | — | — | UK22 (5 Wo.)UK | Erstveröffentlichung: 19. August 1991 Autoren: James B. Cobb Jr., Ray Whitley Original: The Tams, 1968 |
| 1991 | You to Me Are Everything Only Fools                  | — | — | UK13 (5 Wo.)UK | Erstveröffentlichung: 4. November 1991 Autoren: Ken Gold, Michael Denne Original: The Real Thing, 1976 |
| 1992 | Boogie Nights Better the Devil You Know              | — | — | UK30 (3 Wo.)UK | Erstveröffentlichung: 31. August 1992 Autor: Rod Temperton                                             |
| 1993 | Better the Devil You Know                            | DE59 (8 Wo.)DE | — | UK15 (7 Wo.)UK | Erstveröffentlichung: 19. April 1993 Autoren: Dean Collinson, Red                                      |
| 1994 | Hopelessly Devoted to You B-Seite: The Anthem Medley | — | — | UK61 (1 Wo.)UK | Erstveröffentlichung: 18. Juli 1994 Autor: John Farrar Original: Olivia Newton-John, 1978              |

Weitere Singles
- 1992: We’ve Got the Power (The Gladiators feat. Sonia)
- 1995: Wake Up Everybody
- 2009: Fool for Love